# Tabanus johannesi
Tabanus johannesi är en tvåvingeart som beskrevs av David Fairchild 1942. Tabanus johannesi ingår i släktet Tabanus och familjen bromsar. Inga underarter finns listade i Catalogue of Life.